# Kotys (król Paflagonii)
Kotys (gr. Κότυς, Kόtys) (IV wiek p.n.e.) – król Paflagonii z dynastii Pylajmenidów ok. 395-380 p.n.e. Prawdopodobnie następca Korylasa, a poprzednik Tyusa, królów Paflagonii.
Dawni uczeni uważali, że Kotys prawdopodobnie był tożsamy z Korylasem, wspomnianym w jednym z wielu dzieł Ksenofonta, żołnierza i pisarza greckiego, pt. Wyprawa Cyrusa (V 5, 3-4; 6, 3). W innym dziele, pt. Historia grecka, występuje imię Otys, które jest krótszą formą imienia Kotys. Był on wasalem perskim. Postanowił zrzucić zależność od króla Artakserksesa II Mnemona. Kiedy został wezwany na dwór, jako test jego prawdopodobnej lojalności, odmówił posłuszeństwa. W następstwie czego zaczął chętnie dawać posłuch zaleceniom Spitrydatesa, by wejść w przymierze ze Spartą. Po przybyciu króla spartańskiego Agesilaosa II do Paflagonii Kotys zawarł z nim sojusz zaczepno-obronny. Za namową Spitrydatesa dał Spartaninowi tysiąc jeźdźców i dwa tysiące peltastów. Agesilaos II, za usługi Spitrydatesa, postanowił zaaranżować małżeństwo jego córki z Kotysem w r. 395 p.n.e. Wychwalał piękno jej urody przed Kotysem, który zgodził się z tym. Ten po stwierdzeniu, że nie można odprowadzić jej przed wiosną drogą lądową, zaproponował drogę morską. Kotys, po uściśnięciu z nimi dłoni, rozstał się. Agesilaos II Kalliasowi z Lacedemonu odwieźć dziewczynę.